# Showboat Atlantic City
Showboat Atlantic City, tidigare Showboat Hotel, Casino and Bowling Center, är ett hotell som ligger i Atlantic City, New Jersey i USA. Den ägs och drivs av Showboat Renaissance LLC. Hotellet har totalt 852 hotellrum. Den hade också ett kasino (1987–2014) och en bowlinghall (1987–2001).
Den 30 mars 1987 invigdes egendomen som ett kasino, ett hotell och en 60 banor stor bowlinghall med namnet Showboat Hotel, Casino and Bowling Center. Kasinot var också Atlantic Citys första kasino med att ha ett tema, för Showboats del så var temat inspirerad från Mardi gras i New Orleans. Tomten ägdes egentligen av Resorts International, ägarbolaget för ett annat kasino Resorts Casino Hotel, men de gick med på att leasa ut tomten till Showboat för initialt $6,34 miljoner + framtida årliga höjningar efter konsumentprisindex. 1998 köpte Harrah's Entertainment kasinot och dess ägarbolag Showboat, Inc för $1,15 miljarder. 2001 avvecklades bowlinghallen på grund av minskat efterfrågan. 2003 uppfördes det ett nytt höghus för hotellverksamhet, som resulterade i att hotellkapaciteten ökade med 544 hotellrum till en kostnad på $90 miljoner. Den 23 november 2010 bytte Harrah's namn till Caesars Entertainment Corporation.
Den 27 juni 2014 meddelade Caesars att Showboat skulle stängas på grund av att efterfrågan av hasardspel i Atlantic City hade sjunkit drastiskt det senaste decenniet och det var inte ekonomiskt försvarbart att hålla igång verksamheten på grund av de höga fastighetsskatterna i delstaten. Kasinot skulle stängas den 31 augusti om ingen köpare kunde hittas. Den 13 december köpte colleget Richard Stockton College egendomen från Caesars för $18 miljoner i syfte att bygga om den till studentbostäder och ett campus. Det blev dock inget med det eftersom Showboats ägarbolag hade ett avtal med Donald Trumps företag Trump Entertainment Resorts om att egendomen får endast användas som ett kasino/hotell, det egentliga syftet var att de inte ville ha minderåriga studenter rännande i anslutning eller i deras kasino Trump Taj Mahal. Detta blev en mindre kontrovers på grund av att collegets ledning visste om avtalet innan köpet. I januari 2016 sålde Stockton University (tidigare Richard Stockton College) egendomen till fastighetsutvecklaren Bart Blatstein för $23 miljoner. Blatstein genomförde en större renovering och till att vara endast ett hotell, den invigdes den 8 juli. I mars 2019 kom det rapporter om att Showboat hade fått preliminär spellicens från delstaten New Jersey, vilket innebär att ett kasino kan bedrivas vid egendomen.